# Eugène Dufour
Pour les articles homonymes, voir Dufour.
 (juin 2012).
Si vous disposez d'ouvrages ou d'articles de référence ou si vous connaissez des sites web de qualité traitant du thème abordé ici, merci de compléter l'article en donnant les références utiles à sa vérifiabilité et en les liant à la section « Notes et références ».
Eugène Dufour est un peintre provençal né et mort à Marseille (1873-1941).

## Biographie
Issu d’une famille provençale de décorateurs, Eugène Dufour, formé à l'école supérieure des beaux-arts de Marseille à la fin du XIXe siècle, s’oriente très jeune vers la carrière artistique, fréquentant les cours de sculpture, de figure et de dessin appliqué à l’art industriel, discipline dans laquelle il sera primé.
Son œuvre figurative présente des paysages méridionaux, dont Allauch et le pont de la Fausse-Monnaie (Marseille corniche).
Il décore le Château Laurens d’Agde dans un style art nouveau et réalise de vastes peintures murales. Il travaillera à plusieurs reprises pour Emmanuel Laurens, le propriétaire du château, avec lequel il avait sympathisé alors qu’ils étaient adolescents.
Les années 1935-1938 marquent l’apogée de la carrière artistique d'Eugène Dufour. Intéressé par l’art sacré, il réalise une monumentale huile sur toile représentant une scène de la Visitation pour un monastère de Marseille. Il participe à l’Exposition catholique de Marseille en 1935.
Il collabore à la réalisation des décors du pavillon Marseille-Provence pour l’Exposition universelle de Paris de 1937.
Il meurt à Marseille en 1941 et il est inhumé à Allauch.